# Kopalnia Ropy Naftowej i Gazu Ziemnego Lubiatów

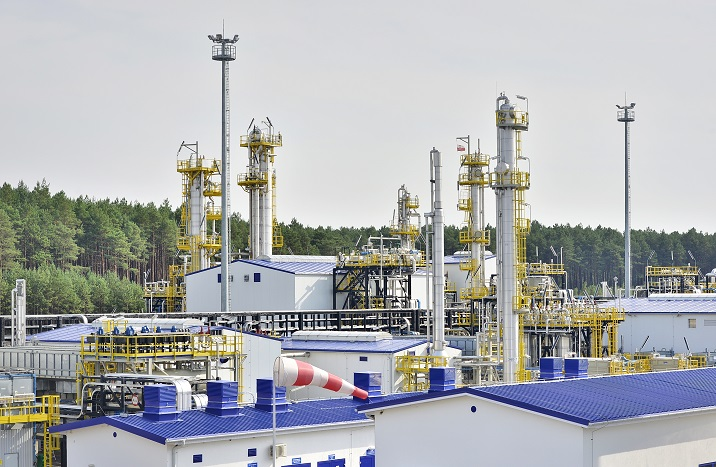
Kopalnia Ropy Naftowej i Gazu Ziemnego Lubiatów

Kopalnia Ropy Naftowej i Gazu Ziemnego Lubiatów (KRNiGZ Lubiatów) – kopalnia ropy naftowej i gazu ziemnego w Lubiatowie uruchomiona w 2013 roku. Kopalnia należy do spółki PGNiG, a zarządzana jest przez PGNiG – Oddział w Zielonej Górze. Jest to największa kopalnia ropy naftowej w Polsce.

## Historia
Złoże ropy naftowej i gazu ziemnego w rejonie Lubiatów-Międzychód-Grotów (LMG) zostało odkryte na początku XXI wieku. Przygotowania do realizacji inwestycji zostały rozpoczęte w 2005 roku. W 2006 roku rozpisano przetarg na budowę kopalni, ale ze względu na procedury otwarcie ofert nastąpiło dopiero w 2008 roku. Wykonawcą robót wybrano konsorcjum PBG. W 2012 roku zakończono budowę ośrodka uzdatniania paliw pod wsią Grotów, a także otwarto kolejowy terminal ekspedycyjny w Wierzbnie. 
Odbiór techniczny kopalni KRNiGZ Lubiatów odbył się w grudniu 2012 roku, a pozytywny ruch testowy instalacji w lutym 2013 roku. Odbiór końcowy miał miejsce w marcu 2013 roku, a oficjalnie otwarcie nastąpiło w lipcu 2013 roku.

## Charakterystyka
Ośrodek Centralny KRNiGZ Lubiatów (Ośrodek Centralny LMG) umiejscowiony jest w województwie lubuskim, w Puszczy Noteckiej, na południe od wsi Jeleń przy drodze wojewódzkiej nr 160. Kompleks główny kopalni służy jako miejsce zbioru, rozdziału i uzdatniania wydobytych kopalin. W procesie eksploatacji produkowane są w nim: ropa naftowa, gaz ziemny, gaz płynny propan-butan, siarka i energia elektryczna.
Ośrodek Centralny połączony jest rurociągami z 10 strefami przyodwiertowymi i ośrodkami  grupowymi położonymi w gminach Drezdenko i Międzychód oraz rurociągiem z terminalem ekspedycyjnym w miejscowości Wierzbno. Istnieje ponadto połączenie KRNiGZ Lubiatów z systemem przesyłowym PERN.
Kopalnia posiada 14 odwiertów na złożach ropy naftowej i gazu ziemnego. Eksploatuje złoże węglowodorów Lubiatów-Międzychód-Grotów (LMG) w utworach dolomitowych, które występują w okolicach miejscowości: Chrzypsko, Grotów, Krobielewko, Lubiatów, Międzychód. Udokumentowane zasoby złoża LMG wynoszą około 7,25 mln ton ropy naftowej i około 7,3 mld metrów sześciennych gazu ziemnego. 70% złoża znajduje się na terenie gminy Międzychód. 
Według założeń PGNiG kopalnia KRNiGZ Lubiatów ma wydobywać rocznie 400 tysięcy ton ropy naftowej oraz 150 milionów metrów sześciennych gazu ziemnego. Eksploatacja złoża LMG przewidziana jest na około 20 lat.